# Lamachodes laevis
Lamachodes laevis är en insektsart som beskrevs av Ludwig Redtenbacher 1908. Lamachodes laevis ingår i släktet Lamachodes och familjen Diapheromeridae. Inga underarter finns listade i Catalogue of Life.